# Tenzin Wangdak
Tenzin Wangdak (né en 1937 à Lhassa et mort le 9 août 2015 à Dharamsala), est médium de l'oracle de Gadhong et ancien secrétaire du Cabinet ministériel du gouvernement tibétain en exil.

## Biographie
Fils de Tenzing Paljor, Tenzin Wangdak est né en 1937 à Gadong à Lhassa, au Tibet. Il fut fonctionnaire  du gouvernement tibétain avant de s'exiler en Inde en 1957. 
Il a étudié au collège Saint-Augustin à Kalimpong, en Inde. Il a été recruté en tant que traducteur au ministère de l'Éducation du gouvernement tibétain en exil en 1963.
En 1964, il est nommé administrateur du Centre d'artisanat au camp de réfugiés tibétains de Phuntsokling dans l'Orissa et est ensuite devenu responsable du camp en 1967.
En 1972, il est nommé secrétaire du Kashag (Kadrung).
Son père est mort en 1975. 
Il est nommé secrétaire adjoint au bureau du Dalaï Lama en 1980 avant de se retirer des services administratifs actifs en février 1986.
En 1986, il fonda le Gadong Monastic Institute situé au-dessus des locaux de l'administration centrale tibétaine à Gangchen Kyishong sous McLeod Ganj.
Selon une transmission patrilinéaire, il est devenu le médium de l'oracle d'état de Gadhong le 25 juillet 1987, une fonction qu'il a assuré jusqu'à sa mort consécutive à une longue maladie. 
Il apparaît dans le documentaire de 2006 The Oracle - Reflections on Self dirigé par David Cherniack.